# ليسوم بورمي
ليسوم بورمي (الاسم العلمي: Illicium burmanicum) هو نوع نباتي يتبع جنس الليسوم من فصيلة الشزندرية.